# 田丸直昌
田丸 直昌（たまる なおまさ）は、戦国時代から江戸時代初期にかけての武将・大名。

## 生涯
田丸氏は、伊勢国国司・北畠家の庶流で、5代北畠政郷の四男・顕晴が度会郡田丸城に入り、田丸氏を名乗ったことに始まる。
天文12年（1543年）、田丸具忠の子として誕生。
直昌は、父・具忠の隠居に伴い家督を継承し、織田信長の伊勢侵攻後、田丸城を明け渡して織田信雄に仕えた。天正2年（1574年）7月には信雄配下の武者大将として水軍を率いて第三次伊勢長島攻めに参戦している。天正4年（1576年）11月には、信長の意向を受けた信雄の命により、長野具藤・北畠親成ら北畠一門の主だった者を田丸城に招き寄せ、殺害している（三瀬の変）。
本能寺の変後も信雄に属したが、信雄と羽柴秀吉が対立し始めると秀吉に近付き、小牧・長久手の戦いにも、蒲生氏の家臣として従軍している。戦後、蒲生氏郷の妹婿である事から、蒲生氏の与力大名となった。氏郷が会津に転封になると、直昌は須賀川城主として3万石を与えられ、同じく与力大名で氏郷の妹婿である関一政と共に、蒲生氏を支える柱となった。その後、三春城5万2,000石に加増されるが、後に守山城に移される。氏郷が死去するとその子・秀行に従い、秀行が宇都宮に転封されると、直昌は秀吉に仕え、信濃国川中島の海津城主に封ぜられた。
慶長元年（1596年）12月13日に豊臣姓を与えられ、叙任される。
慶長5年（1600年）2月、徳川家康の命で森忠政と交換人事が行われ、美濃国岩村城4万石に移った。田丸直昌の所領は美濃国恵那郡・土岐郡・可児郡に及び、5月16日に可児郡の虎渓山永保寺に寺領安堵状を下している。
関ヶ原の戦いでは、直昌は西軍に与した。小山会議で、諸将がみな東軍に味方を約束したのに対し、ただ独り秀吉の恩顧を思い西軍に付く事を決意したとされているが、実際には直昌は小山会議には参加しておらず、この逸話は創作であるといわれている。
岩村城は城代田丸主水に任せ、大坂城の守備に赴いた。やがて関ケ原の戦いの結果、西軍が大敗したことが岩村城代の田丸主水に伝わった。東軍の遠山友政は次山次郎兵衛を岩村城中に遣わし田丸主水に開城を促した。主水は暫く猶予を乞い、その後使者を通じて「開城のことは承諾した。されど城将親しく攻将に会見しよう遠門まで來駕を乞う」と。それで遠山友政の家臣の纐纈藤左衛門が黒糸の鎧に二尺八寸の太刀を佩いて主水に面接した。主水は髻を断ち家老の石部外記を召し連れ出て来て悄然として言うには「開城のことは仔細なし。是より高野山に赴かんにも、その料足りなければ給せられたい。且また白昼に城を出るは敗将と雖もあまりに面目無きことである。暮れ方になってから出発しよう。ここより西濃へまでの無案内を一人添えられたい」と。纐纈藤左衛門はこれを承諾して袂を別った。これより岩村城内で開城の準備を進め人質小屋を開いて解放した。その間に田丸氏の家臣たちは思い思いに退散した。やがて薄暮になって主水は旅装を整え家老を召して郎党の足軽に長刀一振を持たせて孤影悄然として岩村城を出た。遠山友政は纐纈藤左衛門を介して黄金50両を贈る。主水はそれに感謝して家伝の長刀を渡し、夜に紛れて立ち去った。
その後、直昌は戦後は助命されながらも改易され越後国へ流罪、堀秀治に預けられた。その後、名立寺（新潟県西頸城郡名立町）第6世の忠山泉恕に帰依して出家し、慶長10年（1605年） に越後福島城下小町川のほとりに太岩寺を建立した。
慶長14年（1609年）、越後で没したという。享年67。直昌が建立した太岩寺は寛永年間に越後高田城下に移り、境内には直昌の墓所がある。
嫡男・直茂は赦免され、加賀藩の前田利常に仕えた。直茂の次男・定重は町医者から幕府の鍼科医となり、その後も代々鍼科医を務めた。